# 蔡秋芳
蔡秋芳（1956年10月—2005年9月17日），女，山东高密人，中华人民共和国政治人物，曾任山东省人民政府副省长，九三学社中央委员会常务委员、山东省委员会主任委员，第九、十届全国人大代表。